# 「ガンダムビルドシリーズ」10周年 BEST Collection
『「ガンダムビルドシリーズ」10周年 BEST Collection』（ガンダムビルドシリーズ 10しゅうねんベストコレクション）は、『ガンダムビルドシリーズ』の主題歌などを集めたコンピレーション・アルバムである。2023年11月29日発売。発売元はサンライズミュージックレーベル（バンダイナムコミュージックライブ）。

## 概要
放送10周年を迎えた『ガンダムビルドシリーズ』の歴代主題歌・挿入歌、および「ガンダムビルドメタバース」のサントラを収録した10周年記念ベストアルバム。DISC1は「ガンダムビルドファイターズ」シリーズの主題歌・挿入歌13曲、DISC2は「ガンダムビルドダイバーズ」シリーズ、「ガンダムビルドリアル」主題歌10曲、DISC3は「ガンダムビルドメタバース」の主題歌を含むオリジナルサウンドトラック（音楽：林ゆうき）を収録。
初回生産分限定仕様は三方背ケース付き、2024年カードサイズ年間カレンダーを封入。店舗特典はA-on STOREがクリアジャケット、Amazon.co.jpがメガジャケ仕様。

## 収録曲

### DISC1
1. ニブンノイチ [3:07]
歌：BACK-ON
作詞・作曲：BACK-ON、編曲：JIN、BACK-ON
『ガンダムビルドファイターズ』第1クールオープニングテーマ。
2. Imagination > Reality [4:09]
歌：AiRI
作詞：AiRI、作曲・編曲：宮崎京一
『ガンダムビルドファイターズ』第1クールエンディングテーマ。
3. Wimp ft. Lil' Fang (from FAKY) [3:46]
歌：BACK-ON & Lil' Fang（from FAKY）
作詞：TEEDA、KENJI03、作曲・編曲：BACK-ON
『ガンダムビルドファイターズ』第2クールオープニングテーマ。
4. 半パン魂 [4:00]
歌：ヒャダイン
作詞・作曲・編曲：前山田健一
『ガンダムビルドファイターズ』第2クールエンディングテーマ。
5. ガンプラ☆ワールド [4:27]
歌：キララ（悠木碧）
作詞：黒田洋介、作曲：NARASAKI、編曲：Sadesper Record
『ガンダムビルドファイターズ』挿入歌。
6. Carry on [4:04]
歌：BACK-ON
作詞：TEEDA、作曲：KENJI03、編曲：BACK-ON
『ガンダムビルドファイターズ GMの逆襲』主題歌。
7. セルリアン [4:04]
歌：BACK-ON
作詞：TEEDA、作曲：KENJI03、編曲：BACK-ON
『ガンダムビルドファイターズトライ』第1クールオープニングテーマ。
8. アメイジング ザ ワールド [3:58]
歌：SCREEN mode
作詞：勇-YOU-、作曲・編曲：雅友
『ガンダムビルドファイターズトライ』第1クールエンディングテーマ。
9. Just Fly Away [3:39]
歌：EDGE of LIFE
作詞：BOUNCEBACK 、作曲・編曲：大西克巳
『ガンダムビルドファイターズトライ』第2クールオープニングテーマ。
10. 迷々コンパスはいらない [4:14]
歌：StylipS
作詞：畑亜貴、作曲・編曲：高田暁
『ガンダムビルドファイターズトライ』第2クールエンディングテーマ。
11. The Last One [4:09]
歌：BACK-ON
作詞：TEEDA、作曲：KENJI03、編曲：BACK-ON
『ガンダムビルドファイターズトライ アイランド・ウォーズ』主題歌。
12. Roots of Happiness [5:50]
歌：Elizabeth Elias
作詞：cAnOn,Elizabeth Elias、作曲・編曲：林ゆうき
『ガンダムビルドファイターズトライ アイランド・ウォーズ』エンディングテーマ。
13. Chase Me [3:37]
歌：FAKY
作詞：Kanata Okajima、Becky Jerams、作曲：Kanata Okajima、Becky Jerams、Keir MacKenzie、Keir MacCulloch、編曲：COMMANDS
『ガンダムビルドファイターズ バトローグ』エンディングテーマ。

### DISC2
1. Diver's High [3:36]
歌：SKY-HI
作詞・作曲：SKY-HI、編曲：亀田誠治
『ガンダムビルドダイバーズ』第1クールオープニングテーマ。
2. 明日へ [4:37]
歌：Iris
作詞：KAO、作曲：平間亮之介、編曲：小田真
『ガンダムビルドダイバーズ』第1クールエンディングテーマ。
3. Infinity [4:02]
歌：SWANKY DANK
作詞・作曲：YUICHI、編曲：SWANKY DANK、鈴木Daichi秀行
『ガンダムビルドダイバーズ』第2クールオープニングテーマ。
4. スタートダッシュ [3:58]
歌：スピラ・スピカ
作詞：幹葉、高橋久美子、作曲：寺西裕二、編曲：If I
『ガンダムビルドダイバーズ』第2クールエンディングテーマ。
5. リライズ [4:18]
歌：スピラ・スピカ
作詞：幹葉、作曲：鈴木静那、編曲：If I
『ガンダムビルドダイバーズRe:RISE』1st Seasonオープニングテーマ。
6. MAGIC TIME [4:06]
歌：スダンナユズユリー
作詞：須田アンナ、武部柚那、YURINO、作曲：KENTZ、MARIA MARCUS、編曲：KENTZ
『ガンダムビルドダイバーズRe:RISE』1st Seasonエンディングテーマ。
7. HATENA [3:32]
歌：PENGUIN RESEARCH
作詞・作曲：堀江晶太、編曲：PENGUIN RESEARCH、堀江晶太
『ガンダムビルドダイバーズRe:RISE』2nd Seasonオープニングテーマ。
8. Twinkle [4:22]
歌：スピラ・スピカ
作詞：幹葉、樹、作曲：渡辺翔、編曲：If I
『ガンダムビルドダイバーズRe:RISE』2nd Seasonエンディングテーマ。
9. ハートフル [4:56]
歌：スピラ・スピカ
作詞：幹葉、樹、作曲・編曲：Saku
『ガンダムビルドダイバーズRe:RISE』2nd Seasonエンディングテーマ。
10. 新世界から [4:10]
歌：月詠み
作詞：ユリイ・カノン、mikoto、作曲：ユリイ・カノン、編曲：とうかさ、ユリイ・カノン
『ガンダムビルドリアル』主題歌。

### DISC3
1. ヒカリトカゼ [3:36]
歌：BACK-ON
作詞：KENJI03、TEEDA、作曲：KENJI03、編曲：BACK-ON
『ガンダムビルドメタバース』オープニングテーマ。
2. GUNDAM BUILD METAVERSE [3:06]
3. Slice Of Summer [1:45]
4. ガンプラコロニー [2:34]
5. ガンプラは自由だ [2:22]
6. マスクレディー [2:42]
7. セリアとマリア [2:07]
8. Meta Battle [2:44]
9. 攻防戦 [2:27]
10. Gの重圧 [2:45]
11. リオの決意 [2:32]
12. Recalibration Reality Build to Fight - Goin' All Out [2:49]
13. ウルツキ・マリア [2:08]
14. GUNDAM BUILD FIGHTERS_MV [4:02]
15. Days of Birth [4:09]
歌：LINKL PLANET
作詞：藤原優樹、作曲：横地健太、編曲：高橋修平
『ガンダムビルドメタバース』エンディングテーマ。